# Eustațiu Sebastian

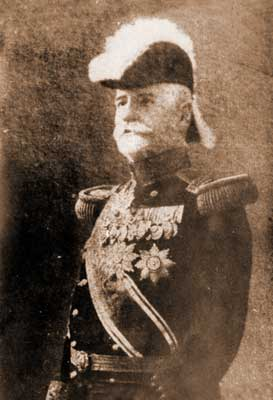
Contraamiralul Eustațiu Sebastian.

Eustațiu Sebastian (n. 1856, București - d. 1943) a fost un amiral român, care a îndeplinit funcția de comandant al Marinei Militare Române (1909-1917). 

## Biografie
Eustațiu Sebastian s-a înscris în anul 1872 la Școala Fiilor de Militari din Iași și apoi, în anul 1875, la Școala de Ofițeri din București, pe care a absolvit-o în iunie 1877 cu gradul de sublocotenent. 
În Războiul de Independență (1877-1878) a luptat ca ofițer în Regimentul 4 Linie la Grivița și Smârdan, unde s-a distins în lupte. După terminarea războiului, infanteristul Eustațiu Sebastian a fost repartizat în Corpul Flotilei, fiind avansat în anul 1881 la gradul de locotenent. 
A fost trimis apoi în Franța pentru a urma cursurile de la Școala Navală din Brest. Aici a fost îmbarcat pe nava franceză "La Loire" cu care a făcut ocolul pământului, între anii 1884-1885. După revenirea în România, a fost înaintat în anul 1886 la gradul de căpitan. Incepand cu anual 1886 si pana la 30 aprilie 1888, Eustațiu a fost  la comanda canonierei Grivița. Incepand cu 1 mai 1888, Eustațiu comandand Bricul-școală "Mircea", la bordul căruia a înfruntat în mai 1888, cumplita furtună din Marea Neagră, căreia velierul românesc a reușit să-i supraviețuiască. 
În anul 1893, este înaintat la gradul de maior și primește pentru a doua oară, comanda bricului "Mircea" în anul 1894. În anul 1898, se afla la comanda crucișătorului "Elisabeta", când a fost numit în funcția de comandant ad-interim al Diviziei de Mare. În același an a fost înaintat în gradul de căpitan-comandor, fiind numit șef de Stat Major la Comandamentul Marinei. Apoi, între anii 1901-1903, căpitan-comandorul Eustațiu Sebastian a deținut comanda Diviziei de Mare, iar între anii 1904-1907 a îndeplinit funcția de director al Arsenalului Marinei, având gradul de comandor. 
La data de 15 aprilie 1907, comandorul Eustațiu Sebastian a fost numit în funcția de comandant al Diviziei de Dunăre. A urmat apoi la 1 aprilie 1909 numirea în funcția de comandant al  Marinei Militare Române, unde l-a înlocuit pe contraamiralul Emanoil Koslinski. Avansat la 7 aprilie 1909 la gradul de contraamiral, el a cumulat în anii imediat următori și funcția de director superior în Ministerul de Război, de la data de 1 aprilie 1910, precum și pe cea de inspector general al Marinei, de la 1 aprilie 1911.
Contraamiralul Eustatiu Sebastian s-a aflat la comanda Marinei Militare Române atât în timpul campaniei militare din 1913, cât și în prima parte a primului război mondial, până la 9 ianuarie 1917, când a fost înlocuit de la comandă de contraamiralul Constantin Bălescu. În august 1917, el a demisionat și din funcția de director superior al Marinei, trecând în rezerva armatei.
În prezent corveta 264 a Flotei Navale Române poartă denumirea "Contraamiral Eustațiu Sebastian".